# Conus patamakanthini
Conus patamakanthini is een slakkensoort uit de familie van de Conidae. De wetenschappelijke naam van de soort werd voor het eerst geldig gepubliceerd in 1998 door Delsaerdt.